# VPS18
VPS18‏ (VPS18, CORVET/HOPS core subunit) هوَ بروتين يُشَفر بواسطة جين VPS18 في الإنسان.